# Lauso
Lauso (Lausus; fl. 420-436) è stato un alto funzionario della corte romano-orientale sotto l'imperatore Teodosio II, nonché famoso come collezionista di opere d'arte.

## Biografia

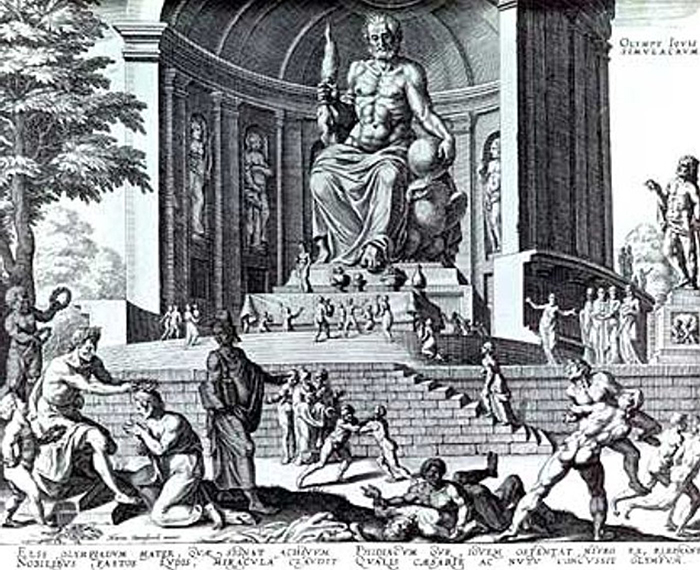
Una ricostruzione del 1572 dello Zeus di Fidia

Eunuco, ricoprì la carica di praepositus sacri cubiculi sotto l'imperatore Teodosio II, tra il 420 e il 422, e forse anche successivamente, nel 431 e nel 436. 
Acquistò un palazzo, il palazzo di Lauso, poi distrutto in un incendio nel 475, e un'importante collezione di arte antica, principalmente opere d'arte asportate dai templi pagani trasformati in chiese, come lo Zeus di Olimpia di Fidia e l'Afrodite Cnidia di Prassitele.
Per suo volere Palladio di Galazia compose la Storia lausiaca, che prese il nome del committente. Fu anche il patrono di Melania la giovane: finanziò anche la costruzione di terme per il monastero di Melania.